# Velomycena
Velomycena is een monotypisch geslacht van schimmels behorend tot de familie Hymenogastraceae. Het bevat alleen de soort Velomycena pallida.